# Heinrich Siebenhaar
Heinrich Gustav Otto Siebenhaar (* 25. Februar 1883 in Berlin; † 25. Juni 1946 in Berlin) war ein deutscher Kunstturner.

## Biografie
Heinrich Siebenhaar gehörte dem TXV GutsMuths 1861 e.V. an. Er nahm bei den Olympischen Sommerspielen 1908 in London im Einzelmehrkampf teil. Er belegte den 40. Platz.
Siebenhaar arbeitete später als Kaufmann und heiratete 1920 Margarethe Martha Jacob. Er starb 1946 in seiner Wohnung in der Körtingstraße 68 in Berlin-Mariendorf an einer Rippenfellentzündung.